# 이질적 위계
이질적 위계(Heterarchy)는 위계가 없거나 순위가 부여되는 방식이 다양할 수 있는 조직이나 계층이다.
사이버네틱스 전문가 워런 스터지스 매컬러는 뇌신경세포가 이질적인 위계로 구성된다고 밝혔다.
마야 문명의 사회 구조는 이질적 위계에 기반했다.

## 같이 보기
- 수평적 유전자 이동
- 애드호크라시
- 유향집합